# Fernando Cortés Ixtlilxóchitl
Ixtlilxóchitl II (del náhuatl: Ixtlilxochitl ‘flor oscura’) (Texcoco, c. 1505 – c. 1531), llamado en su tiempo don Fernando Cortés Ixtlixóchitl,  fue un noble texcocano, hijo menor de Nezahualpilli, hermano de Cacamatzin, Cuicuitzcatzin, Tecocoltzin, Ahuachpitzactzin, Ometochtzin y Coanácoch (entre otros), y sobrino del Huey Tlatoani de Tenochtitlan, Moctezuma II.
Tras la derrota del ejército texcocano por las tropas españolas,  la huida de la mayor parte de sus nobles y de la población,  y la muerte o huida de sus hermanos mayores herederos al trono, Ixtlixóchitl fue nombrado señor de Texcoco por Hernán Cortés.  Al ser en ese momento menor de edad, adoptó con mayor facilidad la doctrina cristiana,bajo la tutela de Antonio de Villa Real y el bachiller Escobar.
Por órdenes de Cortés, fue aislado de todo contacto con mexicas, bajo la vigilancia del soldado Pedro Sánchez Farfán, convirtiéndose así en uno de los principales aliados de Cortés durante la batalla de Tenochtitlan y en el fundador de una de las principales familias nobles de origen indígena que colaboraron con los conquistadores y accedieron a privilegios y propiedades durante el periodo colonial.
Fue bautizado como cristiano, con el nombre de Fernando Cortés, por ser ahijado de bautizo del conquistador extremeño. Fue tatarabuelo del escritor Fernando de Alva Ixtlilxóchitl, nacido Fernando de Alva Cortés, quien tomó de él el apellido.

## Biografía
Su descendiente Fernando de Alva Ixtlilxóchitl escribe que nació en el mismo año que el rey Carlos I de España, en 1500. Las fuentes le atribuyen increíble precocidad, contándose que a los tres años asesinó a una nodriza y argumentó la justicia de su acción merced a la ley texcocana, y con doce llevó a cabo una violenta purga de consejeros que habían recomendado a su padre ejecutarlo por su peligrosidad. Con catorce había ganado renombre en las guerras contra Tlaxcala y Atlixco, de manera que a la muerte de su padre en 1515 ya era capitán de talla.

### Rebelión
A la muerte de Nezahualpilli en 1515, surgió una duda sobre cuál de sus hijos heredaría el trono, situación que el emperador mexica Moctezuma Xocoyotzin aprovechó para ordenar la subida al trono de Cacamatzin, un heredero favorable a los mexicas que tenía a Moctezuma por tío materno. Ixtlilxóchitl protestaría contra esta injerencia, afirmando que Moctezuma no tenía poder para adjudicar el trono y que sólo pretendía hacerse con el poder texcocano mediante un tlatoani títere. Al no tener éxito, se sublevó contra Texcoco y reunió un ejército de partidarios en la sierra de Metztitlán. Desde allí exigió la deposición de Cacamatzin y la devolución a Texcoco de ciertos territorios que los mexicas les habían arrebatado en el pasado, demandas que no fueron concedidas y que llevaron a la guerra.

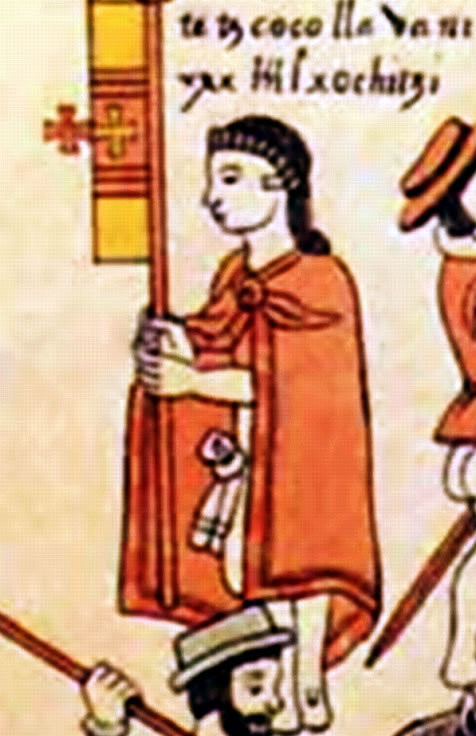
Ixtlilxóchitl II en el Lienzo de Tlaxcala.

Ixtlilxóchitl invadió el norte del estado de Acolhuas y se hizo fuerte en Otumba, cuyo anterior gobernante cayó en combate en 1517. El mismo año, Moctezuma envió un ejército de Iztapalapa al mando de Xóchitl para someterles, pero Ixtlilxóchitl lo derrotó y quemó vivo a su comandante. Al verse incapaces de expulsarle de allí, Moctezuma y Cacamatzin se vieron obligados a firmar un tratado en el que Ixtlilxóchitl sería declarado dueño de sus nuevas tierras en el norte, mientras que su hermano permanecería en el trono como los mexicas deseaban, al tiempo que Coanácoch, un hermano materno de Ixtlilxóchitl que en cambio favorecía a los mexicas, gobernaría el sur. Sin embargo, el conflicto continuaría, ya que ninguno de los bandos había conseguido realmente el objetivo de establecer el control total del estado texcocano.
Este testimonio proviene de nuevo de Fernando de Alva, y podría ser una invención, o al menos una versión sesgada, para afirmar la legitimidad de su antepasado en detrimento de la de Cacamatzin. El hecho es que los tlatoque (reyes) de Tetzcoco venían siendo de madre tenochca desde el propio Nezahualcóyotl, lo que era un factor decisivo para que fueran los candidatos designados para la sucesión. Así, Nezahualpilli era también hijo de princesa tenochca, y por tanto no puede extrañar que de su matrimonio con otra princesa tenochca naciera el sucesor Cacamatzin: es cierto que la alianza con Tenochtitlan fue determinante en todos esos casos para la elección del sucesor en Tetzcoco, lo que no es cierto es que el caso de Cacamatzin, relegando a otros candidatos, fuera diferente a los anteriores.

### Apoyo a Cortés
A la llegada de Hernán Cortés en 1519, Ixtlilxóchitl era aún un «mancebo», por lo que Cortés vio en él la posibilidad de criarlo en la doctrina cristiana y aprovechar su legitimidad en la línea sucesoria Texcocana para después conseguir un aliado que le facilitara el control de la población de Texcoco. Por orden de Cortés, quien tenía a Moctezuma en su poder en Tenochtitlan, Cacamatzin fue depuesto y encarcelado en 1519, y en su lugar se puso a Cuicuizcatl, otro aristócrata favorable a Ixtlilxóchitl y a los españoles. Sin embargo, el gobierno no pudo asumirse como se pretendía, ya que los texcocanos no aceptaban a Cuicuizcatl como gobernante (cabe destacar que no aparece en las listas de hijos de Nezahualpilli, lo que insinúa que quizás no fuera heredero legítimo).
Cuando los cortesianos se vieron obligados a escapar de Tenochtitlan en la llamada Noche Triste, Cacamatzin fue llevado de rehén en la retirada, pero murió en los combates, o bien ejecutado, mientras que Cuicuizcatl huyó de los españoles y regresó a Texcoco, afirmando estar de su lado ahora, sólo para ser entonces ejecutado por Coanácoch y la facción mexica bajo cargos de ser un espía. Según su descendiente Fernando de Alva, Ixtlilxóchitl participaría en la Batalla de Otumba asitiendo a los españoles, aunque se trata de unos hechos no mencionados en otras crónicas (especialmente la de Bernal Díaz del Castillo, que enfatiza que durante la batalla no contaban con más aliados nativos que los tlaxcaltecas que iban con ellos).

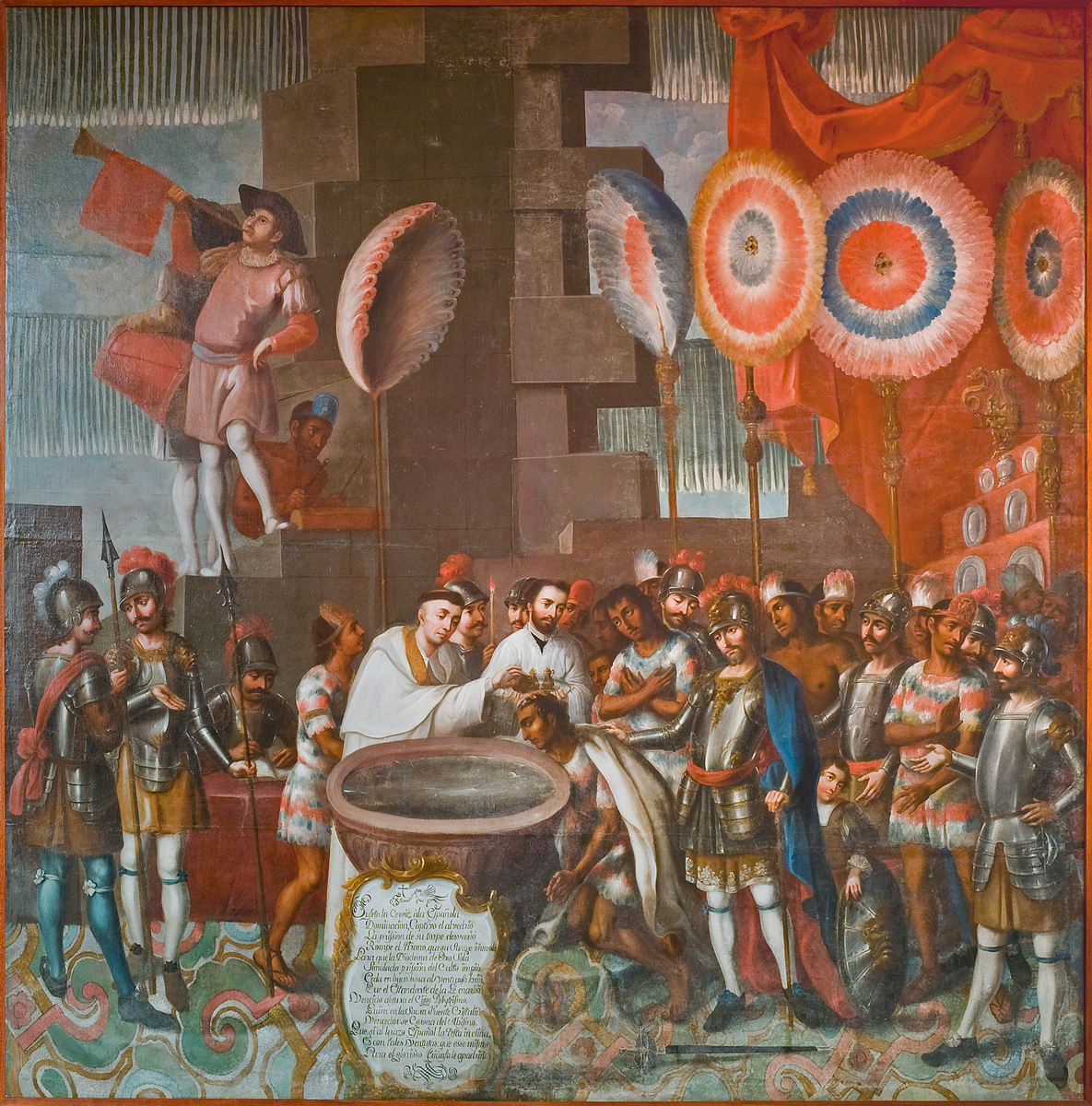
El bautizo de Ixtlilxochitl, de José Vivar y Valderrama,. Al ser bautizado toma el nombre y apellido del conquistador.

En 1521, cuando Cortés y su aliado Chichimecatecuhtli invadieron Texcoco, Coanácoch huyó a Tenochtitlan, habiendo resultado ser él también un tlatoani impopular y poco capaz de movilizar a su gente. Cortés instauró entonces como gobernante a otro hijo de Nezahualpilli, Tecocoltzin (el cual también parece haber tenido una madre poco distinguida), con Ixtlilxóchitl como general de sus tropas durante el asedio de Tenochtitlan.
Esta sí resultaría ser una dupla popular entre los nativos, ya que atraerían a numerosos exiliados a la ciudad y no levantaron disensión contra ellos. Los dos medios hermanos se convirtieron al cristianismo, el segundo de ellos siendo bautizado con el nombre de Hernando Cortés Ixtlilxóchitl. Posteriormente, con la muerte de Tecocoltzin justo antes de la caída de Tenochtitlan, Ixtlilxóchitl quedaría por fin como tlatoani de Texcoco.

### Etapa como tlatoani y muerte
Tras la caída de Tenochtitlan, colaboró con Cortés en la construcción de la capital del virreinato sobre sus ruinas. Cortés lo nombró tlatoani de Texcoco. Durante su gobierno, Ixtlilxóchitl amenazó con la muerte al pueblo de Texcoco, incluyendo a su madre Yacotzin, si no se convertían al cristianismo. Él mismo fallecería de una enfermedad en 1531, después de una corta carrera militar con Cortés para afianzar y ampliar sus respectivos dominios. Aparentemente, la segunda habría sido causa de la primera, ya que habría contraído su dolencia en una breve estancia en la prisión franciscana de Ciudad de México, donde, a pesar de su apoyo por parte de Cortés, se le habría juzgado por las quejas de los caciques de Acolhuas a los que acababa de despojar de sus tierras.
A su muerte,tres de sus hermanos lo sucedieron consecutivamente en el gobierno local de Texcoco: Jorge Yoyontzin, Pedro Tlahuehuetzquintzin y Carlos Ometochtzin, siendo este el más famoso por haber sido perseguido y quemado en la hoguera por la Santa Inquisición (dirigida entonces por el obispo Juan de Zumárraga), bajo acusación de idolatría.

## En las fuentes
Bernal Díaz del Castillo da incorrectamente su nombre cristiano como Carlos, a todas luces confundiéndolo con Tecocoltzin, que sí adoptó ese nombre, y al que Díaz precisamente llama Hernando. La confusión se acrecienta porque otro de los hijos de Nezahaulpili, Ahuachpitzactzin (quien es confundido a veces con otro hijo, Carlos Ometochtzin), también fue llamado Carlos.
En Historia de la Nación Chichimeca, es referido en los siguientes términos:

«Desde que tuvo siete años comenzó a formar escuadrones y ejércitos con los muchachos, haciendo a sus ayos y maestros que hiciesen cantidad de pelotas de espadaña y junco, y muchas flechas de lo mismo, con que peleaban y les servían de munición; y muchas veces cuando se le venían a acabar, aguijaba las piedras y guijarros, con que lastimaba y descalabraba a muchos de los muchachos, y traía a la ciudad con gran alboroto y alarido de muchachos; y el rey su padre le pasaba que hiciese semejantes demasías y reprendía a sus ayos y maestros porque le iban a la mano. Dos señores de los consejeros de su padre le dijeron que mirase que convenía quitase la vida a este infante, pues siendo tan muchacho era tan demasiado de bullicioso, que si él venía a ser hombre había de poner en muy gran riesgo a todo el imperio, porque tenía los pensamientos demasiado altos y soberbios, por cuya causa desheredaría a sus hermanos y a otros señores; y aunque el rey no condescendía con su consejo, mas todavía le ponían en cuidado sus travesuras y reprendía ásperamente a sus maestros. No faltó quien de todo lo tratado con su padre se lo dijese y sus maestros le rogaron que se fuese a la mano, y no le viniese a suceder lo que se pretendía por los consejeros del rey su padre, pues no solamente a él le costaría la vida, sino que también pagarían con ella ellos, pues eran sus maestros, culpándolos por negligentes en su enseñanza y buena doctrina. Oyendo Ixtlilxóxhitl estas razones, una noche cogió a tres o cuatro mancebos de los de su guarda y enseñanza en el arte militar, de quienes mucho se fiaba, y con ellos se fue a las casas de estos dos consejeros, y aquella noche los hizo ahorcar a ambos, de manera que cuando vino a amanecer ya estaban ahorcados, sin que tuviesen lugar de librarse porque los llamaba a solas, y de secreto como que quería tratar con ellos negocios que importaban, y como venían a solas y libres de tal desgracia, los mancebos que llevaba consigo en un instante les fueron dando garrote y los colgaron como dicho es. Cuando amaneció y supo el rey lo que había hecho, lo mandó llamar ante sí, y le preguntó que ¿cómo había cometido una maldad tan grande en matarle sus consejeros? Respondió: «señor, nunca ofendí vuestros consejos, para que me desearan la muerte, e indignaran a vuestra alteza a que, si no fuera tan sabio y prudente, por su causa me mandase quitar la vida, sin haber cometido cosa que sea en contra de vuestras leyes y mandatos, y el ser yo belicoso y aficionado a la milicia, es lo más estimado y tenido en vuestro reino; y lo que es natural y viene de lo alto, es atrevimiento muy grande quererlo contrastar, y muy gran imprudencia oprimir la fuerza de la naturaleza, y crueldad desear la muerte al que no ofende, y así poderoso señor, quise ganar por la mano en quitar la vida a vuestros consejeros, pues quisieron contrastar la mía; y de esto no hay en toda vuestra corte persona alguna que sea culpada más de tan solamente la mía, porque si ayuda tuve, mis criados hicieron lo que deben a su señor.»»